# عصير الأناناس

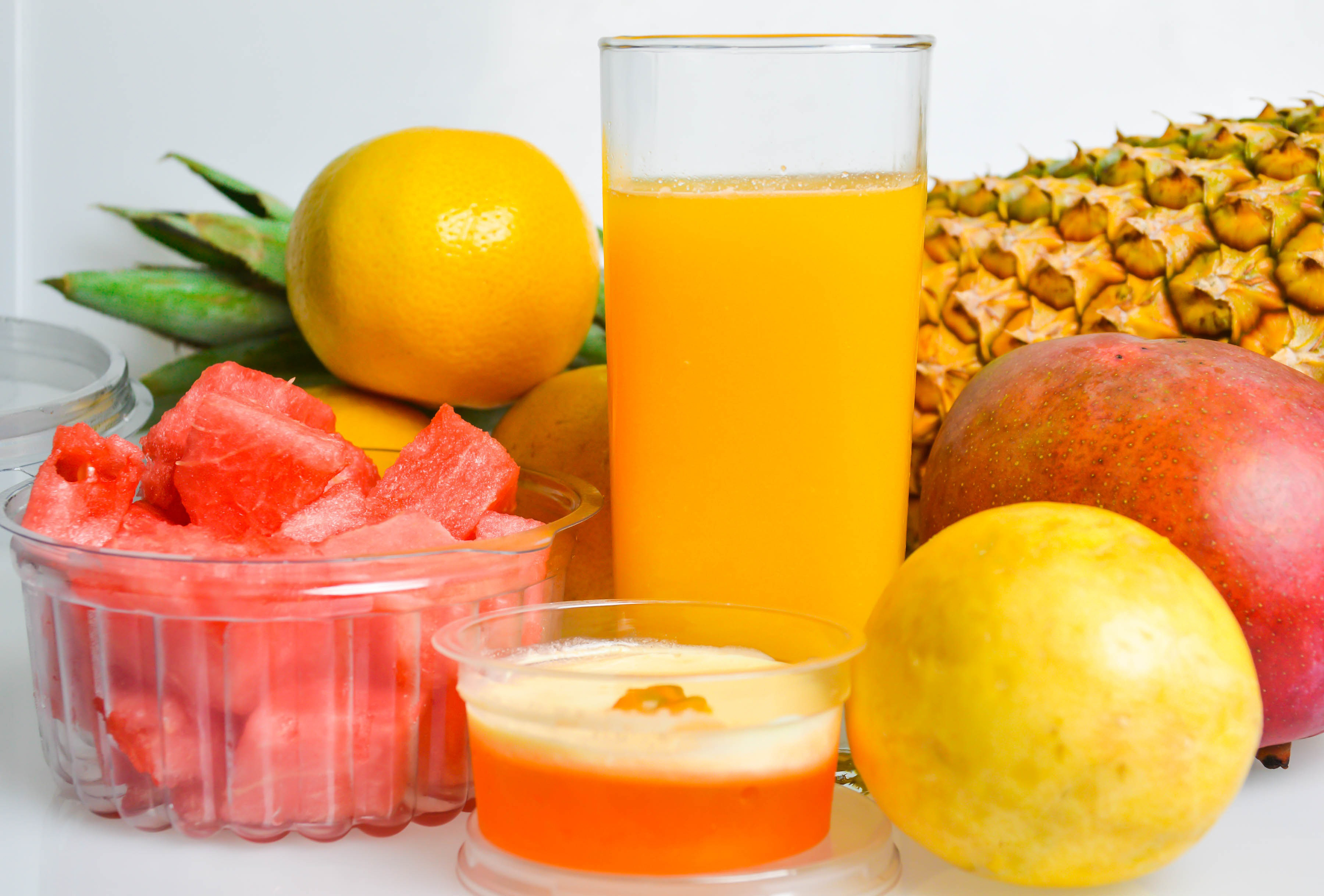
عصير أناناس في كوب

عصير الأناناس هو سائل مصنوع من ضغط لب نبات الأناناس الاستوائي. يمكن استخدام العديد من أنواع الأناناس لتصنيع عصير الأناناس التجاري. عادة ما يكون عصير الأناناس معلبًا في التصنيع.

## التاريخ
لا يُعرف كيف أو متى وصل الأناناس إلى هاواي، مع بعض الروايات عن غسل الأناناس إلى الشاطئ من حطام سفينة إسبانية أو برتغالية أو جلبه البحارة إلى الشاطئ. ربما وصلت الثمرة مع الإسبان قبل سنوات من وصول الكابتن جيمس كوك في عام 1778، لكن مصدرًا آخر يذكر أن الأناناس الأول زرع من قبل دون فرانسيسكو دي باولا مارين. بينما كان مارين متخصصًا في البستنة قدم العديد من النباتات الجديدة إلى هاواي، ربما لم يكن أول من أدخل الأناناس إلى هاواي، لكنه وصف زراعة الأناناس في يومياته عام 1813.
ساهم عصير الأناناس في نجاح صناعة الأناناس في الثلاثينات. في عام 1932، نجحت شركة Hawaiian Pineapple Company في تطوير عملية لتوضيح العصير، مع التقاط رائحة ونكهة الفاكهة. أدت زراعة الأناناس على نطاق واسع إلى تكوين رابطة تجارة الأناناس التي كانت لها حدود إنتاج صارمة على تعليب الأناناس الكامل والمقطع والمطحون. على الرغم من أن أعضاء الصناعة اتفقوا على هذه القيود في اتفاقية التجمع لعام 1934، تحولت الصناعة إلى تعليب عصير الأناناس لتوسيع الفرص التجارية، مع الاستفادة من عصير الفاكهة باعتباره اتجاهًا جديدًا في مشروبات الإفطار.

## الإنتاج
يتم تصنيع عصير الأناناس من الأناناس الناضج. لتنظيف الأناناس قبل عصره، يتم استخدام آلة تنظيف الفرشاة والرذاذ لإزالة البقع والعيوب ومخلفات المبيدات الحشرية. بعد التنظيف، يتم وضع الفاكهة في آلة تقشير واستخراج الأناناس للحصول على اللب الذي يتم وضعه في مستخرج عصير حلزوني. ثم يتم استخدام مرشح دقيق للعصير لإزالة جميع المواد الصلبة والألياف والجزيئات الغروية من عصير الأناناس.
يتم استخدام جهاز تفريغ الهواء لإزالة الهواء في عصير الأناناس. إزالة الهواء يمنع المواد الصلبة من الطفو. يساعد إزالة الهواء أيضًا على تقليل الرغوة في التعبئة والتعقيم الذي يحدث في المبادل الحراري. بعد هذه العملية، يبرد عصير الأناناس المعقم إلى 50 °م (122 °ف). يمنع بسترة عصير الأناناس الإنزيمات التي تسبب اسمرار الأطعمة. يتم وضع عصير الأناناس المبستر في براميل الحديد مع تعقيم أكياس مركب الألمنيوم والبلاستيك. بعد التبريد يتم وضع عصير الأناناس في زجاجات أو علب باستخدام آلة تعبئة.
يتكون مسحوق عصير الأناناس عن طريق رش عصير الأناناس على التابيوكا مالتوديكسترين وتركه حتى يجف.

## التغذية
يحتوي عصير الأناناس على 84٪ ماء و 16٪ سكريات ويحتوي على نسبة ضئيلة من الدهون والبروتينات. في كمية مرجعية 100 مل (جم)، يوفر عصير الأناناس 60 سعرة حرارية، يحتوي المنجنيز فقط على محتوى كبير (53٪ من القيمة اليومية)، في حين أن محتوى فيتامين سي معتدل (11٪).

## في الطبخ
يمكن استخدام مسحوق عصير الأناناس في الفطائر والكعك والمافن والتشاتني والمربى والفلفل والحلويات والصلصات واليخنات. يمكن استخدام مسحوق عصير الأناناس لتتبيل الدجاج والأسماك.

## السوق

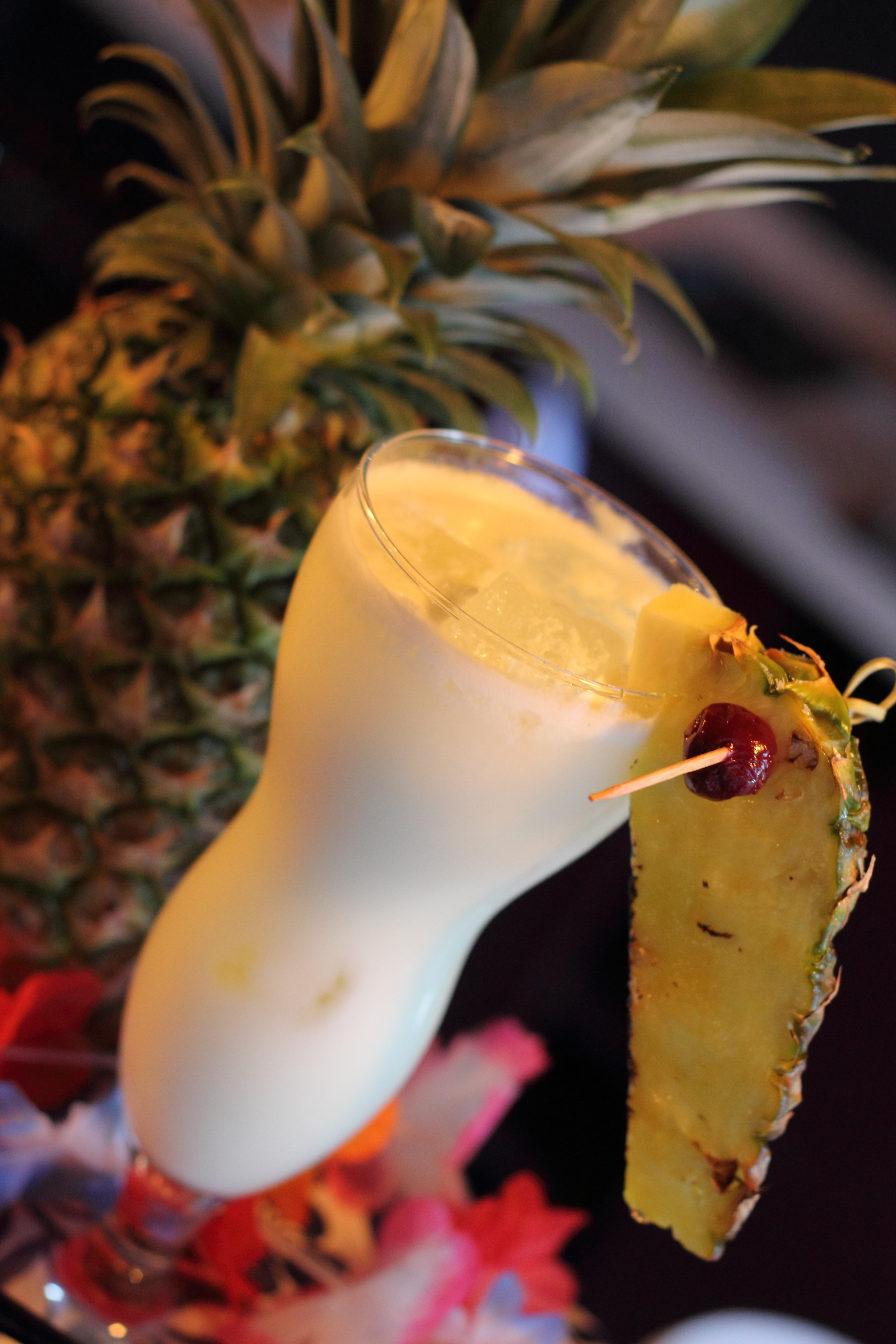
هذا عصير الأناناس الطبيعي المنتج الذي يعتبر من العصائر المهمة في السوق

استهلك الاتحاد الأوروبي 50٪ من الإجمالي العالمي لعصير الأناناس في 2016. كانت هولندا أكبر مستورد لعصير الأناناس في أوروبا عام 2016. كانت تايلاند وكوستاريكا الموردين الرئيسيين لسوق الاتحاد الأوروبي في عام 2016. البلدان التي استهلكت معظم عصير الأناناس في عام 2017 كانت تايلاند وإندونيسيا والفلبين، حيث بلغ مجموع استهلاكها 47٪ من الإجمالي العالمي. استهلاك عصير الأناناس في الصين والهند منخفض مقارنة بسكانها.

## مشروبات

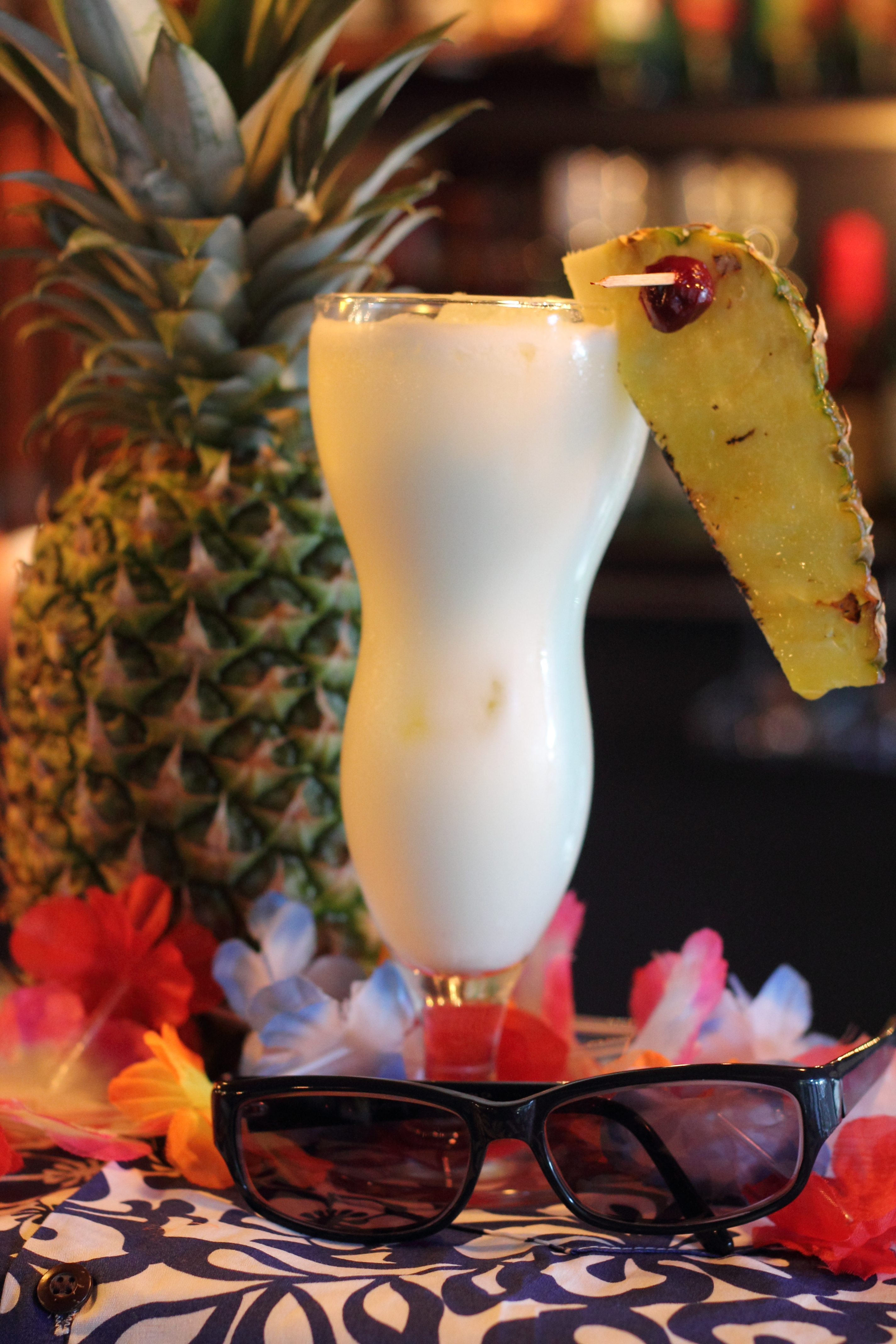
مشروب البيناكولادا

يصنع التباش من الجلد ولب الأناناس وقصب السكر والقرفة. بينا كولادا هو كوكتيل مصنوع من الروم الأبيض وكريمة جوز الهند وعصير الأناناس.

## روابط خارجية
- جريدة دولاي الأناناس العالمية